# Francisco Goya y Lucientes, Pintor
Francisco Goya y Lucientes, peintre
L'eau-forte Francisco Goya y Lucientes, Pintor (en français Francisco Goya y Lucientes, peintre) est une gravure de la série Los caprichos du peintre espagnol Francisco de Goya. Elle est la première dans la série des 80 gravures. Elle a été publiée en 1799.

## Interprétations de la gravure
Il existe divers manuscrits contemporains qui expliquent les planches des Caprichos. Celui qui se trouve au musée du Prado est considéré comme un autographe de Goya, mais semble plutôt chercher à dissimuler et à trouver un sens moralisateur qui masque le sens plus risqué pour l'auteur. Deux autres, celui qui appartient à Ayala et celui qui se trouve à la Bibliothèque nationale, soulignent la signification plus décapante des planches.
- Manuscrit de Ayala :
Verdadero retrato suyo, de gesto satírico.
(Véritable autoportrait, de type satirique)[3].

- Manuscrit de la Bibliothèque nationale :
Verdadero retrato suyo, de mal humor, y gesto satírico.
(Véritable autoportrait, de mauvaise humeur et de type satirique)[3].

Edith Helman, dans son livre maintenant classique Trasmundo de Goya, signale que dans cette gravure, Goya s'est représenté avec l'œil méfiant sous des paupières tombantes et avec la bouche décidée ayant une expression âpre et déplaisante. Elle représente l'auteur des estampes dans une attitude de spectateur sur ses gardes et critique, à l'intelligence aiguë et à la volonté indomptable, tel qu'il se voyait ou qu'il voulait qu'on le voit. Elle dit que c'est la représentation du personnage important qu'il était devenu, peintre du Roi et des personnes les plus illustres. Cependant Helman le compare avec d'autres autoportraits où il montre d'autres profils de sa personnalité. Plus précisément, elle le compare avec le dessin préparatoire du Capricho 43, El sueño de la razón produce monstruos, qu'en principe Goya avait prévu pour servir d'introduction à ces gravures. Là le peintre se représente avec un autre état d'esprit, isolé, à demi endormi et entouré de ses obsessions.
Dans les deux autoportraits de 1795 apparaît une forme de trouble. Helman interprète l'image de gauche comme le plus éloquent témoignage de l'autre personne que Goya portait en lui, profondément affligée, diminuée par la souffrance physique et morale, entourée par des visions intérieures de fantasmes obsédants qui provoquaient la désillusion, l'angoisse et la terreur. C'est le résultat de la longue maladie qui l'a rendu sourd, isolé du monde et désespéré.
Casariego également voit dans ce capricho nº 1, un Goya au regard pénétrant et à l'aspect serein, déplaisant et élégant. Ce capricho sert d'introduction à l'artiste qui va porter des jugements tout au long de la série. Casariego considère que la gravure devait avoir été prévue initialement plus comme un frontispice de l'œuvre que comme la planche numéro un, car le concept, l'intention et les dimensions sont différents des autres planches. Il signale qu'en signant Francisco Goya, suivant le nom qu'il a reçu de son père, et non Francisco de Goya comme il a signé de nombreuses fois, Goya laisse de côté toute la vanité sociale.

## Technique de la gravure
Dans cette gravure, Goya utilise les techniques de l'eau-forte, de l'aquatinte, de la pointe sèche et du burin. Depuis la quatrième édition des Caprices, la planche est très détériorée : l'aquatinte a disparu, des détails à la pointe sèche ont totalement disparu et des zones de l'eau-forte totalement effacées. En plus d'avoir été utilisée pour les douze éditions, elle a été utilisée à plusieurs reprises aussi bien comme couverture d'éditions que vendue sous forme d'exemplaire isolé. Harris estime qu'elle a dû être utilisée pour près de deux mille impressions. L'estampe mesure 215 × 151 mm sur une feuille de papier de 306 × 201 mm. Dans l'angle supérieur droit : « P.1 ».
Par rapport au dessin préparatoire trouvé au Metropolitan Museum of Art, on trouve de petits changements qui ont contribué à durcir le portrait: paupières tombantes, pupille de l'œil rétrécie, lèvres plus lourdes; la  manche du bras de ce qui ressemble à une cape ou un manteau, a disparu; disparaît également une touffe de chevelure cachée par un fond fortement assombri, mais qui peut encore être vue dans la gravure finale. De même avec l'aquatinte, les lumières et les ombres sont changées: tant le visage que la cravate sont maintenant blancs comme des zones lumineuses, tandis que la redingote et le fond reçoivent deux nuances d'aquatinte qui mettent encore plus en lumière les zones éclairées.

## Catalogue
- Numéro de catalogue G02089 de l'estampe au Musée du Prado.
- Numéros de catalogue ark:/12148/btv1b8451686b, ark:/12148/btv1b84516833 (deux exemplaires) de l'estampe chez Gallica.
- Numéro de catalogue 51-1-10-1 de l'estampe au Musée Goya de Castres.